# 687. pr. Kr.
◄ | 8. stoljeće pr. Kr. | 7. stoljeće pr. Kr. | 6. stoljeće pr. Kr. | ►
◄ | 710-ih pr. Kr. | 700-ih pr. Kr. | 690-ih pr. Kr. | 680-ih pr. Kr. | 670-ih pr. Kr. | 660-ih pr. Kr. | 650-ih pr. Kr. | ►
◄◄ | ◄ | 690. pr. Kr. | 689. pr. Kr. | 688. pr. Kr. | 687 pr. Kr. | 686. pr. Kr. | 685. pr. Kr. | 684. pr. Kr. | ► | ►►
Astronomija

## Događaji
- Manaše je u Izraelu na prijestolju Jude naslijedio kralja Ezekiju (prema nekim izvorima 693. pr. Kr.).